# Kenton (Tennessee)
Kenton is een plaats (town) in de Amerikaanse staat Tennessee, en valt bestuurlijk gezien onder Gibson County en Obion County.

## Demografie
Bij de volkstelling in 2000 werd het aantal inwoners vastgesteld op 1306.
In 2006 is het aantal inwoners door het United States Census Bureau geschat op eveneens 1306.

## Geografie
Volgens het United States Census Bureau beslaat de plaats een oppervlakte van
5,2 km², geheel bestaande uit land. Kenton ligt op ongeveer 111 m boven zeeniveau.

## Plaatsen in de nabije omgeving
De onderstaande figuur toont nabijgelegen plaatsen in een straal van 20 km rond Kenton.